# Grumes
Grumes é uma comuna italiana da região do Trentino-Alto Ádige, província de Trento, com cerca de 477 habitantes. Estende-se por uma área de 10 km², tendo uma densidade populacional de 48 hab/km². Faz fronteira com Salorno (BZ), Grauno, Sover, Valda, Segonzano.
Pertence à rede das Cidades Cittaslow.